# Deux Corniauds au régiment
Pour les articles homonymes, voir Corniaud.
Pour plus de détails, voir Fiche technique et Distribution.
Deux Corniauds au régiment (Armiamoci e partite!) est une comédie de bidasses italienne réalisée par Nando Cicero sortie en 1971.

## Synopsis
Franco et Ciccio sont enrôlés dans la Première Guerre mondiale, du côté français. Le film suit leurs bourdes successives.

## Fiche technique
Sauf indication contraire, les informations mentionnées dans cette section peuvent être confirmées par la base de données cinématographiques IMDb,  présente dans la section « Liens externes ».
- Titre français : Deux Corniauds au régiment[1]
- Titre original : Armiamoci e partite!
- Réalisation : Nando Cicero
- Scénario : Leo Benvenuti, Nando Cicero, Piero De Bernardi, Giulio Scarnicci, Raimondo Vianello
- Photographie :Aristide Massaccesi
- Montage : Lina Caterini
- Musique : Carlo Rustichelli
- Décors : Amedeo Mellone
- Costumes : Luciano Sagoni
- Producteur : Luigi Rovere
- Société de production : Goriz Film (Rome) - Francoriz Production (Paris)
- Pays de production :  Italie,  France
- Langue de tournage : italien
- Format : Couleur - 1,85:1 - Son mono
- Genre : comédie de bidasses
- Durée : 106 min
- Date de sortie : 
  - Italie : 21 septembre 1971
  - France : 2 août 1972[1]

## Distribution
- Franco Franchi : Franco
- Ciccio Ingrassia : Ciccio
- Philippe Clay : général McMaster
- Martine Brochard : Lilì
- Dante Cleri : propriétaire du café
- Anna Maestri
- Gino Pagnani : capitaine français
- Renato Pinciroli : général français
- Aldo Bufi Landi